# ارين فاغنر
ارين فاغنر (بالإنجليزية: Warren Lambert Wagner)‏ (و. 1950  م) هو عالم نبات أمريكي، ولد في لاس كروسيس، نيومكسيكو.

## جوائز
حصل على جوائز منها:

Asa Gray Award ‏ (2015)